# Jerzy Kaczmarek
Jerzy Kaczmarek   (Lubsko, 8 de gener de 1948) és un tirador d'esgrima polonès, ja retirat, especialista en floret, que va competir durant les dècades de 1960 i 1970.
El 1972 va prendre part en els Jocs Olímpics d'Estiu de Múnic, on guanyà la medalla d'or en la prova del floret per equips del programa d'esgrima.
En el seu palmarès també destaquen quatre medalles al Campionat del Món d'esgrima, tres de plata i una de bronze, entre les edicions de 1969 i 1974, així com dues medalles de plata a les Universíades de 1970 i 1973.